# Athyrma dormitrix
Athyrma dormitrix är en fjärilsart som beskrevs av Achille Guenée 1852. Athyrma dormitrix ingår i släktet Athyrma och familjen nattflyn. Inga underarter finns listade i Catalogue of Life.